# La amiga
Pour plus de détails, voir Fiche technique et Distribution.
La amiga est un film germano-argentin réalisé par Jeanine Meerapfel, sorti en 1988.

## Fiche technique
- Titre français : La amiga
- Réalisation : Jeanine Meerapfel
- Scénario : Jeanine Meerapfel, Agnieszka Holland, Osvaldo Bayer et Alcides Chiesa
- Montage : Juliane Lorenz
- Pays d'origine : Argentine - Allemagne de l'Ouest
- Format : Couleurs - 1,85:1 - Mono
- Genre : drame
- Date de sortie : 1988

## Distribution
- Liv Ullmann : María
- Cipe Lincovsky : Raquel
- Federico Luppi : Pancho
- Lito Cruz : Kommissar Tito
- Víctor Laplace : Diego
- Harry Baer : l'ami de Raquel à Berlin